# Chrystodulos II (patriarcha Jerozolimy)
Chrystodulos II – trzydziesty czwarty chalcedoński patriarcha Jerozolimy; sprawował urząd w latach 966–969.